# Helicopsyche amazona
Helicopsyche amazona là một loài Trichoptera trong họ Helicopsychidae. Chúng phân bố ở vùng Tân nhiệt đới.